# La visita (canción)
"La visita" es la séptima pista del quinto álbum de estudio de La Oreja de Van Gogh, A las cinco en el Astoria. La canción habla de la muerte, pero no como algo malo. En la canción, la mujer está esperando, y pensando si será tan horrible, hasta que llega la "mujer alta y sonriente". Ahí se da cuenta de que no va a ser para nada horrible, y, ante su preocupación de qué será de su marido, puede ver en el pétalo de la esperanza, que rehará su vida con otra mujer.
Una situación parecida se da en la canción "Historia de un sueño" del álbum Lo que te conté mientras te hacías la dormida, la cual relata la historia de una madre que visita a su hija en sus sueños para poder despedirse pues no lo hizo antes de morir. 
- Datos: Q5968476